# Long Jia
Long Jia (kinesiska: 龍嘉), född 29 augusti 1998, är en kinesisk brottare som tävlar i fristil.

## Karriär
Long tävlade för Kina vid olympiska sommarspelen 2020 i Tokyo, där hon blev utslagen i kvartsfinalen i 62 kg-klassen.